# قشلاق حاجی حسن حاج اسلام
قشلاق حاجی حسن حاج اسلام یک منطقهٔ مسکونی در ایران است که در بخش اسلام‌آبادشهرستان پارس آبادکنار کشت وصنعت پارس واقع شده‌است.و حدودا ٢٥ کیلومتر با پارس آباد فاصله دارد.شغل اصلی مردم این قشلاق دامداری است . قشلاق حاجی حسن حاج اسلام ۵۶ نفر جمعیت دارد.